# Klitzing
Klitzing – niemiecki ród szlachecki z Brandenburgii wymieniany w źródłach od 1265 roku (Henricus Clizing).

## Herb
W polu złotym trzy czerwone czapki tatarskie, dwie wyżej, jedna u dołu, w klejnocie Tatar w czerwonym ubraniu i takiej samej czapce.

## Przedstawiciele
- Bogislaw von Klitzing (1861-1942), landrat w pruskiej prowincji poznańskiej
- Georg von Klitzing (1847-1922), właściciel ziemski, prawnik i polityk
- Klaus von Klitzing (ur. 1943), niemiecki fizyk, laureat Nagrody Nobla